# خانه عابدیان
خانه عابدیان مربوط به دوره صفوی است و در اصفهان، خیابان حکیم نظامی، خیابان خاقانی واقع شده و این اثر در تاریخ ۲۴ اسفند ۱۳۸۳ با شمارهٔ ثبت ۱۱۵۴۴ به‌عنوان یکی از آثار ملی ایران به ثبت رسیده است.